# Issa Gouo
Issa Gouo est un footballeur international burkinabè né le 9 septembre 1989 à Bobo-Dioulasso, qui joue au poste de défenseur central.

## Palmarès
- Champion du Burkina Faso en 2009, 2010, 2011 et 2012 avec l'ASFA Yennenga
- Vainqueur de la Coupe du Burkina Faso en 2009 avec l'ASFA Yennenga
- Vainqueur de la Supercoupe du Burkina Faso en 2009 avec l'ASFA Yennenga